# A Máfia Sexual
A Máfia Sexual é um filme brasileiro de sexo explícito realizado na Boca do Lixo de São Paulo em 1986 e dirigido por Sady Baby e Renalto Alves.

## Sinopse
Diretor de filmes pornográficos é preso acusado de envolvimento com a "máfia sexual". Com a ajuda de um pastor e mais dois presos ele foge da cadeia para se vingar dos policiais que o perseguiam.

## Elenco
Elenco de A Máfia Sexual:
- Sady Baby ... O Só
- Bim Bim ... Pastor Crocodilo
- Renalto Alves
- Pedro de Lara ... Advogado
- Makerley Reis
- Taramoa
- X-Tayla